# Dendrobium petiolatum
Dendrobium petiolatum är en orkidéart som beskrevs av Rudolf Schlechter. Dendrobium petiolatum ingår i släktet Dendrobium, och familjen orkidéer. Inga underarter finns listade i Catalogue of Life.